# 珀納斯
珀納斯（英語：Penarth），是英國威尔士格拉摩根谷的一个市镇，位于威爾斯首府加的夫西南8.4（5.2英里），是卡迪夫的一個衛星城，亦是格拉摩根谷第二大的市鎮，據2011年人口普查統計，常住人口20,396。自維多利亞時代起已經是個度假勝地，有海邊花園（The Garden by the Sea）的美譽。近年旅遊業於該地已經大不如前，市鎮逐漸轉型為加的夫的衛星城市，居民每日往返加的夫工作。由於景色怡人，珀納斯亦吸引了不少退休人士來此定居，漸總人口的25%。

## 交通
- 英国国铁 佩纳斯站